# Rajd Madery 1987
Rajd Madery 1987 (28. Rali Vinho da Madeira) – 28. edycja rajdu samochodowego Rajd Madery rozgrywanego we Portugalii. Rozgrywany był od 31 lipca do 2 sierpnia 1987 roku. Była to dwudziesta dziewiąta runda Rajdowych Mistrzostw Europy w roku 1987 (rajd miał najwyższy współczynnik – 4) oraz dziewiąta runda Rajdowych Mistrzostw Portugalii.

## Klasyfikacja rajdu
| Miejsce                      | Kierowca                     | Pilot                        | Samochód                     | Czas                         | Strata                       |                              |
| Klasyfikacja generalna i ERC | Klasyfikacja generalna i ERC | Klasyfikacja generalna i ERC | Klasyfikacja generalna i ERC | Klasyfikacja generalna i ERC | Klasyfikacja generalna i ERC | Klasyfikacja generalna i ERC |
| ---------------------------- | ---------------------------- | ---------------------------- | ---------------------------- | ---------------------------- | ---------------------------- | ---------------------------- |
| 1.                           | Dario Cerrato                | Giuseppe Cerri               | Lancia Delta HF 4WD          | 4:12:48                      | 0.0                          |                              |
| 2.                           | Yves Loubet                  | Jean-Bernard Vieu            | Lancia Delta HF 4WD          | 4:13:18                      | +30                          |                              |
| 3.                           | Inverno Amaral               | Joaquim Neto                 | Renault 11 Turbo             | 4:17:18                      | +4:30                        |                              |
| 4.                           | António Coutinho             | José Luís Nascimento         | Toyota Corolla GT Coupé      | 4:23:16                      | +10:28                       |                              |
| 5.                           | José María Ponce             | Gaspar León                  | BMW 325i E30                 | 4:26:59                      | +14:11                       |                              |
| 6.                           | Jorge Ortigão                | Pedro Perez                  | Toyota Corolla GT Coupé      | 4:27:08                      | +14:20                       |                              |
| 7.                           | Orlando Alonso               | Carlos León                  | BMW 325i                     | 4:31:00                      | +18:12                       |                              |
| 8.                           | Fernando Capdevila           | Margarita Cortecero          | BMW M3 E30                   | 4:34:25                      | +21:37                       |                              |
| 9.                           | Rui Conceição                | Luís Gonçalves               | Renault 5 GT Turbo           | 4:36:56                      | +24:08                       |                              |
| 10.                          | Abel Spínola                 | António Castro               | Toyota Corolla GT Coupé      | 4:43:08                      | +30:20                       |                              |